# Thomas Buitink
Thomas Buitink, né le 14 juin 2000 à Nijkerk aux Pays-Bas, est un footballeur néerlandais qui évolue au poste d'avant-centre au PEC Zwolle.

## Biographie

### En club
Né à Nijkerk aux Pays-Bas, Thomas Buitink est un pur produit du centre de formation du Vitesse Arnhem, qu'il rejoint en 2010. Il joue son premier match en professionnel le 11 février 2018, à seulement 17 ans, lors d'une rencontre d'Eredivisie face à l'un des cadors du championnat, le Feyenoord Rotterdam. Il entre en jeu à la place de Luc Castaignos ce jour-là et son équipe s'impose sur le score de trois buts à un,. Il inscrit son premier but en professionnel le 31 octobre 2018, à l'occasion d'un match de Coupe des Pays-Bas face à l'Heracles Almelo que son équipe remporte sur le score de deux buts à zéro. Le 2 mars 2019 il est l'auteur de sa première réalisation en championnat lors de la victoire du Vitesse face au NAC Breda (4-1). Le 30 mars suivant il réalise le premier triplé de sa carrière face à l'ADO La Haye. Cette performance ne permet cependant pas à son équipe de remporter la partie (3-3). Buitink se fait remarquer lors de cette saison 2018-2019, la première de sa carrière à ce niveau, en inscrivant en tout huit buts en 23 matchs.
Le 22 janvier 2021, Thomas Buitink est prêté jusqu'à la fin de la saison au PEC Zwolle.
Le 24 juin 2022, Buitink prolonge son contrat avec le Vitesse Arnhem jusqu'en juin 2025,.
Après la relégation du Vitesse Arnhem, Thomas Buitink quitte le club à l'été 2024. Il fait son retour au PEC Zwolle le 5 juillet 2024, signant un contrat de trois ans, soit jusqu'en juin 2027,.

### En sélection
Thomas Buitink est sélectionné avec l'équipe des Pays-Bas des moins de 17 ans pour participer au championnat d'Europe des moins de 17 ans en 2017. Lors de cette compétition organisée en Croatie, Buitink prend part à quatre matchs et les Pays-Bas vont jusqu'en quarts de finale. Au total il joue seize matchs pour six buts avec cette sélection.
Buitink joue son premier et unique match pour l'équipe des Pays-Bas espoirs le 29 mars 2022 contre la Suisse. Il est titularisé et son équipe l'emporte par deux buts à zéro